# Анджело Мусоне
Анджело Мусоне (італ. Angelo Musone; 1 березня 1963, Марчанізе) — італійський професійний боксер, призер Олімпійських ігор.

## Аматорська кар'єра
На Кубку світу 1983 в першому бою переміг Дьюлу Алвікса (Угорщина), а в другому програв
Олександру Ягубкіну (СРСР) — 1-4.
На Олімпійських іграх 1984 завоював бронзову медаль.
- В 1/16 фіналу переміг Джеймса Омонді (Кенія) — 5-0
- В 1/8 фіналу пройшов без бою
- У чвертьфіналі переміг Хокана Брока (Швеція) — 5-0
- У півфіналі програв Генрі Тіллману (США) — 0-5

## Професіональна кар'єра
Відразу після Олімпіади перейшов до професійного боксу. Не знав поразок у двадцяти боях поспіль. 15 серпня 1987 року, двічі побувавши в нокдауні в шостому раунді, зазнав поразки нокаутом від Стіва Морміно (США), після чого вирішив завершити виступи. Пізніше Мусоне став професійним рефері та суддею з боксу.